# Limnophyes prolongatus
Limnophyes prolongatus är en tvåvingeart som först beskrevs av Jean-Jacques Kieffer 1921.  Limnophyes prolongatus ingår i släktet Limnophyes och familjen fjädermyggor.
Artens utbredningsområde är Manitoba. Inga underarter finns listade i Catalogue of Life.